# Jerusalempriset
Jerusalempriset, Jerusalem Prize for the Freedom of the Individual in Society, är ett litteraturpris som tilldelas författare vars verk behandlar mänsklig frihet i samhället. Det utdelas vartannat år sedan 1963 av Jerusalems internationella bokmässa. Prissumman är på $10 000. Det finns även ett nationellt Jerusalempris som tilldelas israeliska författare.

## Pristagare
| År   | Namn                 | Nationalitet                         | Språk               | Ref.  |
| ---- | -------------------- | ------------------------------------ | ------------------- | ----- |
| 1963 | Bertrand Russell     | Storbritannien                       | Engelska            |       |
| 1965 | Max Frisch           | Schweiz                              | Tyska               |       |
| 1967 | André Schwarz-Bart   | Frankrike                            | Franska             |       |
| 1969 | Ignazio Silone       | Italien                              | Italienska          |       |
| 1971 | Jorge Luis Borges    | Argentina                            | Spanska             |       |
| 1973 | Eugène Ionesco       | Rumänien / Frankrike                 | Franska             |       |
| 1975 | Simone de Beauvoir   | Frankrike                            | Franska             |       |
| 1977 | Octavio Paz          | Mexiko                               | Spanska             |       |
| 1979 | Isaiah Berlin        | Ryssland / Storbritannien            | Engelska            |       |
| 1981 | Graham Greene        | Storbritannien                       | Engelska            |       |
| 1983 | V. S. Naipaul        | Trinidad och Tobago / Storbritannien | Engelska            |       |
| 1985 | Milan Kundera        | Tjeckoslovakien / Frankrike          | Tjeckiska / Franska |       |
| 1987 | J. M. Coetzee        | Sydafrika                            | Engelska            |       |
| 1989 | Ernesto Sabato       | Argentina                            | Spanska             |       |
| 1991 | Zbigniew Herbert     | Polen                                | Polska              |       |
| 1993 | Stefan Heym          | Tyskland                             | Tyska / Engelska    |       |
| 1995 | Mario Vargas Llosa   | Peru / Spanien                       | Spanska             |       |
| 1997 | Jorge Semprún        | Spanien                              | Spanska             |       |
| 1999 | Don DeLillo          | USA                                  | Engelska            |       |
| 2001 | Susan Sontag         | USA                                  | Engelska            |       |
| 2003 | Arthur Miller        | USA                                  | Engelska            |       |
| 2005 | António Lobo Antunes | Portugal                             | Portugisiska        |       |
| 2007 | Leszek Kołakowski    | Polen                                | Polska              |       |
| 2009 | Haruki Murakami      | Japan                                | Japanska            |       |
| 2011 | Ian McEwan           | Storbritannien                       | Engelska            |       |
| 2013 | Antonio Muñoz Molina | Spanien                              | Spanska             |       |
| 2015 | Ismail Kadare        | Albanien                             | Albanska            |       |
| 2017 | Karl Ove Knausgård   | Norge                                | Norska              |       |
| 2019 | Joyce Carol Oates    | USA                                  | Engelska            |       |
| 2021 | Julian Barnes        | Storbritannien                       | Engelska            |       |
| 2025 | Michel Houellebecq   | Frankrike                            | Franska             | [ 1 ] |